# Milky White Way
"Milky White Way" ("Blanca Vía Láctea") es una canción del género blues y góspel tradicional adaptada por Elvis Presley quien le realizó diferentes arreglos musicales. La canción había sido una de las piezas del exitoso álbum de Presley de 1961 His Hand in Mine y RCA que ya estaba preparando el terreno para un futuro trabajo de Elvis con material de música espiritual, se decidió a editar un nuevo sencillo con temas góspel extraídos de ese trabajo en este caso "Milky White Way" como cara A con "Swing Down Sweet Chariot" en su cara B el cual se lanzó a la venta en 1966. 
Aproximándose las celebraciones de Pascuas, lo que incentivó tanto a la compañía RCA como al Coronel Tom Parker a la idea de sacar a la venta un nuevo disco simple con dos canciones espirituales, fue  el éxito del tema Crying in the Chapel el año anterior además del suceso del álbum Elvis Christmas Album, que se convertiría con el tiempo no solo en el álbum más vendido de Elvis sino también en el álbum navideño más vendido en la historia de la música grabada.

## Grabación
Elvis grabó la canción "Milky White Way" en el legendario estudio B de la RCA en Nashville, Tennessee, el 30 de octubre de 1960 con arreglos realizados por él mismo y adaptando la canción a una fusión entre el góspel y el rhythm and blues. Presley seleccionó la toma # 7 para realizar la masterización, la que fue incluida finalmente en su álbum "His Hand in Mine". 

### Músicos
• Elvis Presley:- voz y guitarra acústica rítmica
• The Jordanaires - coros
• Boots Randolph: sax
• Scotty Moore - guitarra eléctrica
• Hank Garland - guitarra acústica
• Floyd Cramer - piano
• Bob Moore - contrabajo
• D.J. Fontana, Buddy Harman - batería 

## Ediciones
- His Hand in Mine (álbum) RCA 1960
- "Milky White Way" / "Swing Down Sweet Chariot" (sencillo) RCA
- "Elvis Ultimate Gospel" (álbum) RCA  2004 [3]
- "I Believe – The Gospel Masters"  (álbum) 88697458842 - RCA 2009  [4]

## Un sencillo estratégico
Si bien el sencillo "Milky White Way" / "Swing Down Sweet Chariot" solo logró tras su lanzamiento ventas discretas por 40.000 copias,  la estrategia de Parker y los directivos de RCA en que Elvis se mantuviese musicalmente en el terreno del góspel más allá de sus grabaciones para bandas sonoras, tendría su resultado positivo meses más tarde con la edición de su segundo álbum de ese género How Great Thou Art que se convertiría en triple disco de platino  y le haría a Elvis ganador del premio Grammy en la categoría de mejor interpretación inspiracional. 